# Maršovice (ort i Tjeckien, Mellersta Böhmen)
Maršovice är en köping i Tjeckien.   Den ligger i regionen Mellersta Böhmen, i den centrala delen av landet, 40 km söder om huvudstaden Prag. Maršovice ligger 395 meter över havet och antalet invånare är 698.
Terrängen runt Maršovice är huvudsakligen platt, men åt sydost är den kuperad. Runt Maršovice är det ganska tätbefolkat, med 111 invånare per kvadratkilometer. Närmaste större samhälle är Benešov, 11,6 km nordost om Maršovice. Trakten runt Maršovice består till största delen av jordbruksmark.